# 阿肯色大学系统
阿肯色大学系统是美国阿肯色州的一个州立大学系统，由六个校区、一所医学院、两所法学院、一所专注于公共服务的研究生院、一所历史悠久的黑人学院、全州范围的农业、刑事司法、考古研究、服务和教育单位以及几所社区学院组成。超过50,000名学生就读于188多个本科、研究生和专业课程。
从法律上讲，整个系统都以阿肯色大学命名。但为了避免与其在费耶特维尔的旗舰校区混淆，该系统通常称自己为“阿肯色大学系统”，而费耶特维尔校区通常称自己为阿肯色大学。